# 宋伏龍
宋伏龙（？—476年），北魏冀州武邑人。
北魏孝文帝拓跋宏承明元年（476年）夏五月，宋伏龙在冀州武邑聚众起兵反魏，自称南平王，郡县兵马捕获斩杀了宋伏龙。